# Ruth Underwood
Pour les articles homonymes, voir Underwood.
Ruth Underwood (née Ruth Komanoff le 23 mai 1946) est une percussionniste, jouant notamment du marimba, du vibraphone et du xylophone. De 1969 à 1977, elle fait partie du groupe The Mothers of Invention de Frank Zappa, et a collaboré à plusieurs de ses albums et à de nombreux concerts.
Ruth Underwood disait en 2002 :

« Parfois Frank s’asseyait sur une chaise et faisait éclairer le public. Parfois il y avait plus de gens sur scène que dans la salle et Frank finissait par connaître le nom de la plupart d’entre eux. Ils jouaient Stravinsky. Ils faisaient bourdonner de la musique d’un autre âge et soudain, en plein milieu, arrivait « Oh No » comme une déchirure à travers les nuages. J’étais éberluée par la beauté de cette musique et par le fait qu’elle soit jouée par des gens à l’allure si bizarre. »

Jouant dans les années 1973-1975 au sein d'un des meilleurs groupes ayant entouré Frank Zappa, avec un noyau dur constitué du batteur Chester Thompson, du bassiste Tom Fowler, du claviériste George Duke, du chanteur-saxophoniste Napoleon Murphy Brock, sa virtuosité et sa contribution à la musique du compositeur américain ressortent particulièrement sur l'instrumental Rollo, de la chanson St Alphonzo's Pancake Breakfast sur l'album Apostrophe ('), sur plusieurs titres du double live Roxy & Elsewhere comme Echidna's Arf (of You) ou Don't You Ever Wash that Thing ?, ainsi que sur la chanson Inca Roads qui ouvre le disque One Size Fits All et qui s'achève par les paroles « On Ruth, on Ruth, that's Ruth! ».
Elle a été mariée de 1969 à 1986 à un autre ex-musicien de Frank Zappa, Ian Underwood.

## Discographie avec Frank Zappa
- 1969 : Uncle Meat
- 1969 : Burnt Weeny Sandwich
- 1971 : 200 Motels
- 1973 : Over-Nite Sensation
- 1974 : Apostrophe
- 1974 : Roxy & Elsewhere
- 1975 : One Size Fits All
- 1976 : Zoot Allures
- 1978 : Zappa In New York
- 1978 : Studio Tan
- 1979 : Sleep Dirt
- 1984 : Thing-Fish
- 1988 : You Can't Do That on Stage Anymore, Vol. 1
- 1988 : You Can't Do That on Stage Anymore, Vol. 2, The Helsinki Concert.
- 1989 : You Can't Do That on Stage Anymore, Vol. 3